# Fritz Burger
Fritz Burger, född den 10 september 1877 i München, död den 22 maj 1916 (stupade i slaget vid Verdun), var en tysk konsthistoriker.
Burger var docent vid universitetet i München. Han utgav bland annat Handbuch der Kustwissenschaft, där hans arbete Die deutsche Malerei des Ausgehenden Mittelalters bis zum Ende der Renaissance ingår. Bland hans övriga verk märks flera arbeten över italiensk renässanskonst, såsom Geschichte des Florentiner Grabmals (1904) och Die Villen des Andrea Palladio (1909).